# Tom McCarthy
Thomas Joseph McCarthy (Nova Jérsei, 7 de junho de 1966) é um ator, diretor de cinema e roteirista americano.
Participou em muitos filmes como Meet the Parents e Good Night, and Good Luck, e programas de televisão como The Wire e Law & Order. McCarthy escreveu e dirigiu os filmes independentes The Station Agent , The Visitor e Win Win. Em 2016 venceu o Oscar de Melhor Roteiro Original por Spotlight

## Biografia
McCarthy se formou na New Providence High School em New Providence, Nova Jérsei e na Yale School of Drama. McCarthy estrelou o filme Flags of Our Fathers como James Bradley.
A estréia de McCarthy na direção veio com The Station Agent (2003), que ele também escreveu, tendo vencido o BAFTA de Melhor Roteiro Original. Seu segundo longa como diretor, The Visitor (2008), venceu o Independent Spirit Award de Melhor Diretor. Seu terceiro filme foi Win Win (2011).
Em 2010 foi indicado ao Oscar de Melhor Roteiro Original por Up.

## Carreira

### Cinema
Como diretor/roteirista
- Thirteen Reasons Why

- The Station Agent (2003) - diretor e roteirista
- The Visitor (2008) - diretor e roteirista
- Up (2009) - roteirista
- Win Win (2011) - diretor e roteirista
- Million Dollar Arm (2014) - Roteirista
- The Cobbler (2014) - Diretor e Roteirista
- Spotlight (2015) - Diretor e Roteirista

Como ator
- Crossing the Bridge (1992) .... Chris
- Conspiracy Theory (1997) .... olheiro do helicóptero
- 30 Days (1999) .... Brad Drazin
- Certain Guys (2000) .... Mitch
- Meet the Parents (2000) .... Dr. Bob Banks
- The Guru (2002) .... Lars
- The Last Shot (2004) .... Agente Pike
- Good Night, and Good Luck (2005) .... Palmer Williams
- Syriana (2005) .... Fred Franks
- All the King's Men (2006) .... editor
- The Situation (2006) .... Major Hanks
- Beautiful Ohio (2006) .... William Messerman
- Flags of Our Fathers (2006) .... James Bradley
- Year of the Fog (2007) .... Pier
- Michael Clayton (2007) .... Walter (voz)
- Baby Mama (2008) .... encontro de Kate
- Mammoth (2009) .... Bob
- Duplicity (2009) .... Jeff Bauer
- The Lovely Bones (2009) .... Diretor Calden
- 2012 (2009) .... Gordon Silberman
- Jack Goes Boating (2010) .... Dr. Bob
- Fair Game (2010) .... Jeff
- Little Fockers (2010) .... Dr. Bob

### Televisão
Como ator
- Saint Maybe (1998) .... Ian Bedloe
- Spin City (1998) .... Padre
- D.C. (2000) .... Joseph Scott
- Law & Order: Special Victims Unit (2000) .... Nick Ganzner
- Ally McBeal (2000) .... Peter Hanks
- Boston Public (2000-2001) .... Kevin Riley
- The Practice (2001) .... Kevin Riley
- Law & Order (2002-2008) .... Donald Housman
- The Wire (2008) .... Scott Templeton